# Caso Caminosca
El caso Caminosca es el nombre mediático que se le da a un proceso judicial penal en Ecuador en las que se investiga el presunto delito de asociación ilícita. El proceso penal, de acuerdo a la normativa jurídica ecuatoriana, es impulsado por la Fiscalía General del Estado en contra de la compañía Caminosca, en la cual figura Ricardo Rivera, tío del ex-vicepresidente de la República, Jorge Glas Espinel.

## Antecedentes

### Caminosca S.A.
La compañía CAMINOSCA S.A. fue fundada en 1976, sin embargo, desde 2009 empezó a tener relevancia su rol como contratista pública, teniendo varios contratos con el Ministerio de Transporte y Obras Públicas y la Corporación Eléctrica (CELEC). Su rol principal consistía en fiscalizar las obras públicas y garantizar su entrega de forma prolija y transparente.
Entre las grandes contratos que obtuvo Caminosca, se encuentra la fiscalización de la carretera Santo Domingo-Esmeraldas por 1,5 millones de dólares con el Ministerio de Transporte en el 2009 y del sistema de agua potable con el gobierno autónomo descentralizado de Manta por 365 mil de dólares en el 2010; mientras que en el 2011, firmó contratos con el Ministerio de Transporte para el estudio de factibilidad de la vía Macuma-Taisha por 1,1 millones, la fiscalización del anillo vial de Quevedo por 2 millones y la prestación de servicios de consultoría general por 1,9 millones, además firmó con la prefectura de Morona Santiago para el estudio de factibilidad de la vía Matanga-Gualaquiza, sin embargo, este año también firmó uno de sus más importantes contratos con CELEC por la fiscalización de la Central Hidroeléctrica Sopladora por 49 millones de dólares. En el 2012 firmó contrato nuevamente con el Ministerio de Transporte para la fiscalización de aeropuerto de Taisha por 339 mil dólares; con la empresa pública Flota Petrolera Ecuatoriana (EP FLOPEC) para la auditoría de almacenamiento de GLP por 1 millón; con la Refinería del Pacífico para la fiscalización de la construcción de su vía por 1 millón; y, con CELEC nuevamente con dos contratos grandes para auditoría en Minas de San Francisco por 29 millones y por servicios de consultoría en el Proyecto Hidroeléctrico Toachi-Pilatón por 21 millones.
También en el año 2012, la empresa australiana Cardno inició la adquisición de Caminosca con lo cual se generó un proceso de auditoría interna.
En el 2013 la empresa se adjudicó un contrato para la fiscalización del Metro de Quito con el Municipio de esa ciudad por 3 millones, mismo que no fue ejecutado por decisión de la administración de turno; y, en el 2014 tuvo un contrato por servicios de consultoría con Petroecuador por 16 millones de dólares.

### Arbitraje internacional: Cardno contra Caminosca
En 2016, la empresa Cardno hizo pública su decisión de desvincularse de Caminosca S.A., por vía escrita en un comunicado en el que alegaba que en la compra de la compañía se había descubierto internamente con un complejo sistema de coimas a funcionarios públicos para hacerse con contratos millonarios en el sector de las áreas estratégicas del gobierno nacional ecuatoriano. El cálculo preliminar de Cardno estimó que los contratos ascendían a 3 millones de dólares.
La oficina regional del Centro Internacional para la Resolución de Disputas (en inglés: «International Centre for Dispute Resolution»), establecida en el estado de Florida, Estados Unidos, emitió un laudo arbitral tras la petición de la compañía Cardno de detener la compra de Caminosca con el objetivo de no involucrarse en los posibles actos de corrupción que salieron a la luz en la auditoría interna.

## Notitia criminis
El 6 de julio de 2017, la Comisión Nacional Anticorrupción presentó la denuncia escrita ante la Fiscalía General del Estado en Quito.